# Calasetta
Calasetta (en sard, Cala Seda, el lígur tabarquí Câdesédda) és un municipi italià, dins de la província de Sardenya del Sud. L'any 2007 tenia 2.851 habitants. Es troba a la regió de Sulcis-Iglesiente. Limita amb el municipi de Sant'Antioco. Juntament amb Carloforte, és un illot lingüístic de parla lígur.
El 27 de maig de 2006 Calasetta fou reconeguda com a municipi honorari de la província de Gènova en virtut dels lligams històrics, econòmics i culturals amb la Ligúria. Des del 2006 és agermanada amb Pegli.

## Administració
| Període | Identitat    | Partit        |
| ------- | ------------ | ------------- |
| 2005-   | Antonio Vigo | Llista Cívica |

## Galeria d'imatges

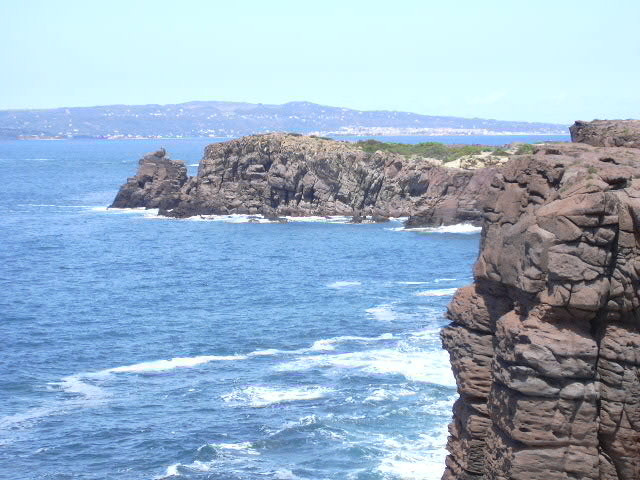
Nido dei Passeri